# 1554 en France
Chronologie de la France
- 1550
- 1551
- 1552
- 1553
- 1554
- 1555
- 1556
- 1557
- 1558

## Événements
- 18 mars : naissance de François, futur Duc d'Alençon[1].
- 25 juillet : l’Angleterre est entraînée dans la guerre des Habsbourg contre les Valois.
- 2 août : première séance à Rennes du Parlement de Bretagne[2].
- 13 août : victoire de François de Guise à Renti, en Artois[3].

## Naissances en 1554
- x

## Décès en 1554
- x